# Quod licet Iovi, non licet bovi
Quod licet Iovi, non licet bovi (транскр.  ''Квод лицет Јови, нон лицет бови''; прев. Што је дозвољено Јупитеру, није дозвољено волу) је латинска фраза која се користи када се жели истаћи да није све за свакога или да је моћним људима допуштено (приличи им) много тога што није допуштено (не приличи) обичним људима.

## Порекло
Изрека слична овој се може наћи у Теренцијевом Самомучитељу. Међутим, она се у данашњем облику среће тек 1823. године, у роману Из живота једног дангубе немачког писца Јозефа фон Ајхендорфа.